# 宝楞查干淖尔
宝楞查干淖尔(又称布郎查干诺尔)是位于中国内蒙古自治区锡林郭勒盟苏尼特左旗查干淖尔苏木东南的一个湖泊。其位置约为东经114°28′,北纬43°12′。湖面海拔米，面积约1.5平方公里，主要沉积物为。宝楞查干淖尔来自蒙古语，是在角落的白色水泡子的意思。